# Riofrío (Granada)
Riofrío és una localitat de la província de Granada. Pertany al municipi de Loja. Compta amb una població propera als 300 habitants. Està situat a una distància de 60 quilòmetres de la ciutat de Granada.
És un dels llocs de la província amb més afluència de turistes rurals al llarg de l'any. Això es deu a diversos factors. El primer d'ells la bellesa natural al seu voltant. Compta amb extensos camps, frondosos boscos i una variada flora i fauna.
Altres dels factors importants és la seva viver de truites, un dels més importants del país.
Però, sens dubte, el seu principal atractiu gastronòmic és el caviar. De qualitat beluga està produït amb mètodes ecològics, sent l'únic producte d'aquesta qualitat a Espanya. Una mostra d'això és que és exportat a més de deu països.